# Barbara Labuda
Barbara Lidia Labuda (f. 19. april 1946) er polsk politiker og diplomat.
I den Polske Folkerepublik var hun aktiv i den demokratiske opposition, i den Tredje Polske Republik medlem af Sejmen (1989–1997) for henholdsvis den Borgerlige Parlamentariske Klub (OKP), den Demokratiske Union (UD) og Frihedsunionen (UW). Senere var hun minister i præsidentens kancelli ved Aleksander Kwaśniewski. I dag Polens ambassadør i Luxemburg.